# Yandex Maps
Yandex Maps (russisch Яндекс.Карты/Yandex.Karty) ist ein Online-Geodatendienst, Routenplaner und eine Navigationssoftware des russischen Unternehmens Yandex. Er ermöglicht es, Adressen, Orte, Hotels, Restaurants und andere Objekte auf einer Weltkarte zu finden. Der Dienst startete am 27. August 2004, rund ein halbes Jahr vor Google Maps. Der Dienst ist in diesem Bereich Marktführer in Russland. Nachdem Yandex Maps lange Zeit ausschließlich auf Russisch verfügbar war, ist der Dienst inzwischen in zahlreiche Sprachen übersetzt worden, darunter Englisch, Türkisch und Ukrainisch.

## Beschreibung
Yandex Maps ähnelt hinsichtlich seines Funktionsumfangs vergleichbaren Diensten, wie etwa Google Maps, Here und Bing Maps. Der Anwender kann zwischen einer reinen Kartenansicht, einem Satellitenbild und einer Hybridansicht wählen, die das Satellitenbild nutzt, gleichzeitig aber auch Platz- und Straßennamen anzeigt. Der Bildausschnitt kann frei bewegt werden, zudem gibt es eine Auswahlfunktion für den gewünschten Maßstab. Über eine integrierte Suche kann nach Adressen, aber auch nach etwa dem Namen eines Restaurants oder eines Geschäfts gesucht werden. Der integrierte Routenplaner ermöglicht das Erstellen einer Reiseroute. Es ist auch möglich, sich auch ohne Suchbegriff frei auf dem Karten- bzw. Bildausschnitt zu bewegen.
Seit 2009 gibt es zudem einen an Google Street View angelehnten, zusätzlichen Panoramadienst namens Yandex.Panorama (russisch Яндекс.Панорамы), der innerhalb von Yandex Maps aufgerufen werden kann. Darüber können Straßenansichten aus Städten in Russland, der Ukraine, Belarus, Kasachstan und der Türkei aufgerufen werden. Der Zusatzdienst Yandex.Traffic gibt darüber hinaus Informationen über das Verkehrsaufkommen. Yandex Maps existiert zudem als mobile App für mehrere Betriebssysteme, darunter etwa iOS und Android.
Yandex Maps kann über eine Programmierschnittstelle auch auf externen Webseiten eingebunden werden. Es wird unter anderem von Tripadvisor verwendet.

## Kartenmaterial
Das Geodatenmaterial für Russland, Belarus, Kasachstan und die Ukraine wird von Yandex selbst erstellt, Daten für andere Länder stammen unter anderem von Navteq. Damit wird nun auch weltweite Navigation mithilfe von Yandex Maps ermöglicht. Es spiegelt die politische Geografie nach den völkerrechtswidrigen russischen Anerkennungen wider. So gehört die Krim zu Russland und Abchasien wird als eigener Staat angezeigt.